# City (banda)
City es una banda alemana de rock, formada en Berlín Este en 1972, más conocido por la canción "Am Fenster" (En la ventana) que le dio nombre a su primer álbum 1978.
La banda fue fundada como City Band Berlin por Fritz Puppel en la guitarra, Klaus Selmke en la percusión, Ingo Doering en el bajo eléctrico, Klaus Witte en los teclados, Frank Pfeiffer en la voz y Andreas Pieper en la flauta. La formación cambió con frecuencia en los primeros años de la banda, pero se estabilizó en 1976, con Puppel y Selmke se unió el violinista y bajista búlgaro Georgi Gogow y el vocalista y guitarrista Toni Krahl. Cambiaron su nombre a la City Rock Band y finalmente solo City.
Hacen una gira por Alemania del Este, y tienen la oportunidad de grabar su primer álbum en 1978. El nombre "City" los encasilló en el estilo guitar-driven rock y muchas de sus canciones son parábolas propias de este estilo, como "Der King vom Prenzlauer Berg" (El rey de Prenzlauer Berg) que habla de un joven que se ve involucrado en muchas peleas, y "Meister aller Klassen" (Maestro de todas clases) que habla de los motociclistas engreídos cuya adicción a la velocidad termina en tragedia.
La banda tuvo un gran éxito comercial en especial con la canción de influencia Folk "Am Fenster" (En la ventana), que surgió de una sesión de improvisación en el estudio cuando Gogow comenzó a tocar su violín. Finalmente la canción sufrió algunas modificaciones formando un tríptico de 17 minutos cuya versión para radio fue de solo 4 que fue un éxito instantáneo en las radios de Berlín y fue también muy popular en Grecia. Tras el éxito de la canción, City vendió medio millón de copias.

## Discografía
- 1978 Am Fenster lanzado en Alemania del Este bajo el nombre City
- 1979 Der Tätowierte
- 1980 Dreamer cantado en inglés, lanzado en Alemania del Este bajo el nombre Dreamland
- 1983 Unter der Haut
- 1985 Feuer im Eis
- 1987 Casablanca
- 1990 Keine Angst
- 1991 Rock aus Deutschland Ost Vol. 11 – City, die Erfolge 1977–1987 (Álbum recopilatorio)
- 1992 The Best of City (Álbum recopilatorio)
- 1997 Rauchzeichen
- 1997 Am Fenster (Platinum Edition)
- 2002 Am Fenster 2
- 2003 Das Weihnachtsfest der Rockmusik con Keimzeit
- 2004 Silberstreif am Horizont
- 2007 Yeah! Yeah! Yeah!